# 氟溴碘甲烷
氟溴碘甲烷是一种有机化合物，化学式为CHBrFI，具有手性。它可由氟溴乙酸银在180~260 °C和碘在真空中反应制得，或由溴二碘甲烷和氟化汞在60 °C反应得到。
{\displaystyle {\ce {CHBrI2 + HgF2 -> CHBrFI + HgI2}}}
乙基碘化锌和二氟碘甲烷反应，可以得到二氟甲基碘化锌，它存在与氟碘甲基氟化锌的互变异构，与溴反应，也能得到氟溴碘甲烷。